# Datsolali

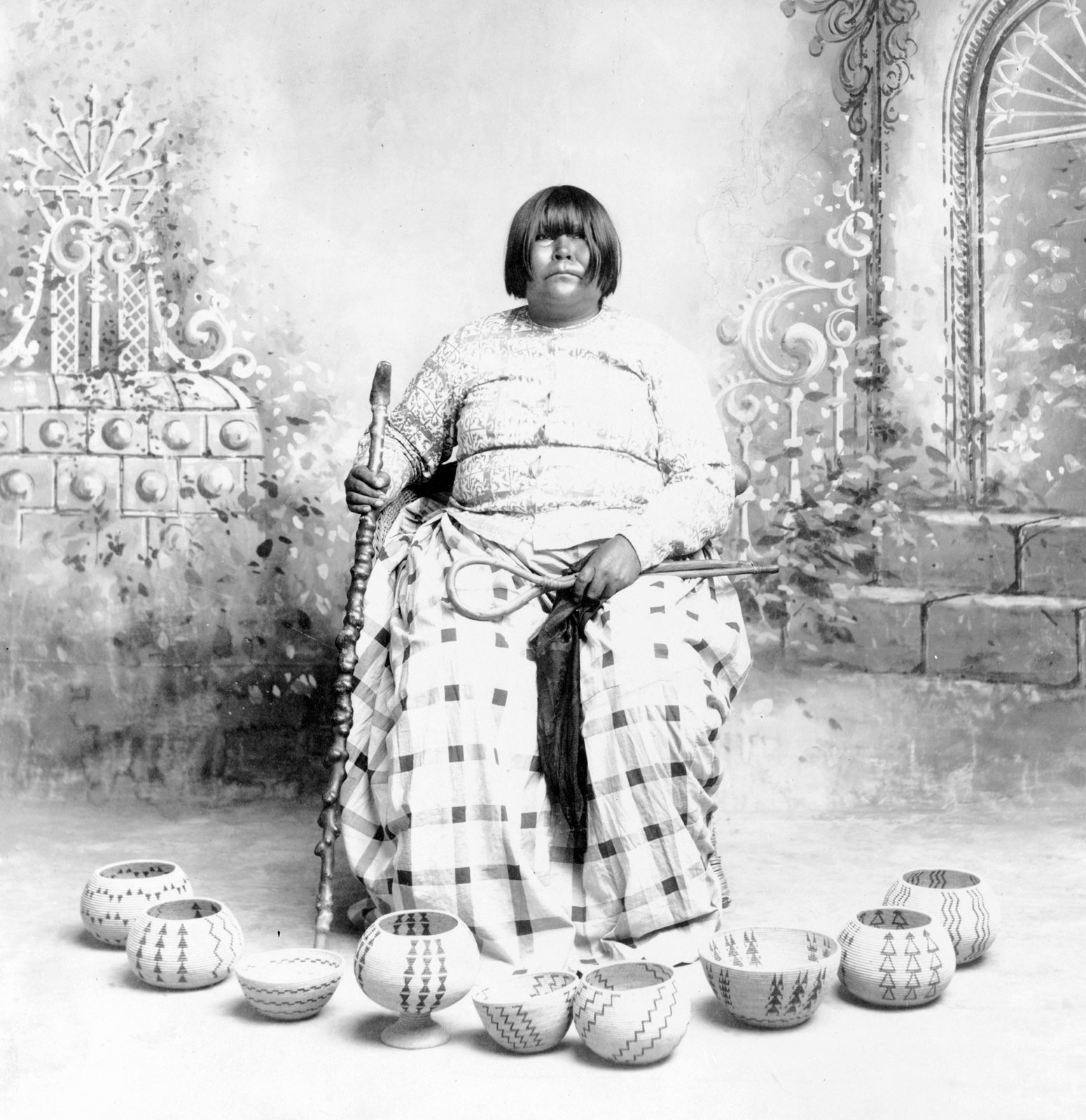
Datsolali

Datsolali o Louise Keyser (1835-1926) fou una artesana washo. Era filla del cap que va rebre Frémont el 1844, va casar-se primer amb Assu i després amb Charley Keyser el 1888. Va aprendre cistelleria, i el 1895, desafiant als paiute que els prohibien fer-ho, va fer tota mena de cistells per a la tribu. Aquestes foren admirades pels antropòlegs nord-americans, i aconseguí que els donessin ajut oficial.